# خدرنق غربي
خدرنق غربي (الاسم العلمي: Cheiracanthium occidentale) هو نوع من العناكب يتبع جنس الخدرنق من الفصيلة العناكب الكيسية.